# Azalea (California)
Azalea es un área no incorporada ubicada en el condado de Siskiyou en el estado estadounidense de California.

## Geografía
Azalea se encuentra ubicada en las coordenadas 41°16′42″N 122°18′8″O / 41.27833, -122.30222.